# Destination X 2015
Destination X 2015 è stata l'undicesima edizione di Destination X, evento prodotto annualmente dalla Total Nonstop Action (TNA). L'evento è stato registrato l'11 maggio 2015 alla Impact Zone di Orlando (Florida) ed è stato trasmesso il 10 giugno 2015.
Questa edizione di Destination X è stata la quarta a non essersi svolta sotto forma di pay-per-view.

## Risultati
| # | Risultati                                                                        | Stipulazioni                                                   | Durata |
| - | -------------------------------------------------------------------------------- | -------------------------------------------------------------- | ------ |
| 1 | Kurt Angle (c) ha sconfitto Rockstar Spud                                        | Single match per il TNA World Heavyweight Championship         | 08:32  |
| 2 | Low Ki ha sconfitto Crazzy Steve e Manik                                         | Triple Threat match                                            | 03:32  |
| 3 | Tigre Uno ha sconfitto DJZ e Mandrews                                            | Triple Threat match                                            | 05:25  |
| 4 | Taryn Terrell (con Jade e Marti Bell) vs. Awesome Kong è terminato in no-contest | Lingerie Pillow Fight match per il TNA Knockout's Championship | —      |
| 5 | Grado ha sconfitto Cruz e Kenny King                                             | Triple Threat match                                            | 05:19  |
| 6 | Bram ha sconfitto Crimson                                                        | Single match                                                   | 04:35  |
| 7 | Kurt Angle (c) ha sconfitto Austin Aries                                         | Single match per il TNA World Heavyweight Championship         | 17:27  |